# Круповский сельсовет
Круповский сельсовет (бел. Крупаўскі сельсавет) — упразднённая административная единица на территории Лидского района Гродненской области Беларуси. Административный центр — агрогородок Гуды.

## Административное устройство
В 1954 — 1994 годах Крупово центр Круповского сельсовета. С 6 октября 1994 года по 17 марта 2023 года административный центр — Гуды.
11 ноября 2022 года часть деревни Малейковщизна Круповского сельсовета Лидского района Гродненской области площадью 18,6 гектара включена в черту города Лиды.
17 марта 2023 года Круповский сельсовет упразднён. Его территория включена в состав Дворищанского и Дитвянского сельсоветов.
В состав Дворищанского сельсовета включены населённые пункты: агрогородок Гуды, деревни Великое Село, Верх-Лида, Колышки, Малейковщизна, Овсядово, Спорковщизна, Чеховцы; в состав Дитвянского сельсовета включены населённые пункты: агрогородок Крупово, деревни Белевичи, Бенкевичи, Бернути, Большие Рексти, Верх-Крупово, Ворнишки, Жирмуны, Кербеди, Козичи, Наркуны, Новицкие, Обрубы, Пурсти, Черники, Шавдюки.

## История
Образован 16 июля 1954 года в составе Лидского района Гродненской области БССР путём объединения упразднённых Ополинского и Запольского сельсоветов. 30 августа 1957 года в состав Гервяниковского сельсовета передана деревня Белевичи. 3 апреля 1959 года к сельсовету присоединена часть упразднённого Гервяниковского сельсовета. 11 февраля 1972 года к сельсовету присоединена часть упразднённого Мытского сельсовета (6 населённых пунктов: Банцевичи, Дайново II, Заполье, Застенок Бельские, Кульбаки и Рапейки).
27 марта 1978 года в состав сельсовета из Дубровенского сельсовета переданы деревни Колышки, Малейковщина, Спорковщина, Струги, Чеховцы.
24 апреля 1978 года из части сельсовета образован Дитвянский сельсовет, в его состав переданы 16 населённых пунктов: Банцевичи, Бельские, Дайново 1, Дайново 2, Домейко, Дитва, Заполье, Застенок Бельские, Кульбаки, Мальги, Рапейко, Рыловцы, Хрули, Хутор Янцевичи, Янцевичи, Евсеевичи.

## Состав
Круповский сельсовет включал 24 населённых пункта:
- Белевичи — деревня
- Бенкевичи — деревня
- Бернути — деревня
- Большие Рексти — деревня
- Великое Село — деревня
- Верх-Крупово — деревня
- Верх-Лида — деревня
- Ворнишки — деревня
- Гуды — агрогородок
- Жирмуны — деревня
- Кербеди — деревня
- Козичи — деревня
- Колышки — деревня
- Крупово — агрогородок
- Малейковщизна — деревня
- Наркуны — деревня
- Новицкие — деревня
- Обрубы — деревня
- Овсядово — деревня
- Пурсти — деревня
- Спорковщизна — деревня
- Черники — деревня
- Чеховцы — деревня
- Шавдюки — деревня

Упразднённые населённые пункты:
- Зосино — деревня